# Louise Stahl
Louise Elisabet Leontine Stahl, född Leeb-Lundberg 21 december 1917 i Luleå, död  17 december 2005 i Malmö, var en svensk skulptör och teckningslärare.
Hon var dotter till Leo Leeb-Lundberg och Eleonora Kristina Lovisa Traung samt från 1949  gift med Mario Stahl. Hon studerade vid Tekniska skolan i Stockholm 1936 och praktikarbetade vid Gustavsbergs porslinsfabrik som argentamålare 1937–1939. Hon studerade för Nils Sjögren vid Kungliga Konsthögskolans skulpturavdelning i Stockholm 1938–1943 och under vistelser i Frankrike där hon bland annat studerade för Paul Colin 1947. Hon var anställd vid Carl Malmstens inredningsfirma 1944–1948. Hon medverkade i ett flertal utställningar på Liljevalchs konsthall och olika grupp- och samlingsutställningar runt om i landet. Bland hennes offentliga arbeten märks utsmyckningar för Stenkullaskolan och Fågelbacksskolan i Malmö. Hennes konst består av små skulpturer, porträttbyster och figurskulpturer. Vid sidan om sitt konstnärskap var hon verksam som teckningslärare vid kommunala flickskolan och samrealskolan i Malmö. Stahl finns representerad vid Nationalmuseum i Stockholm.